# Voederbiet

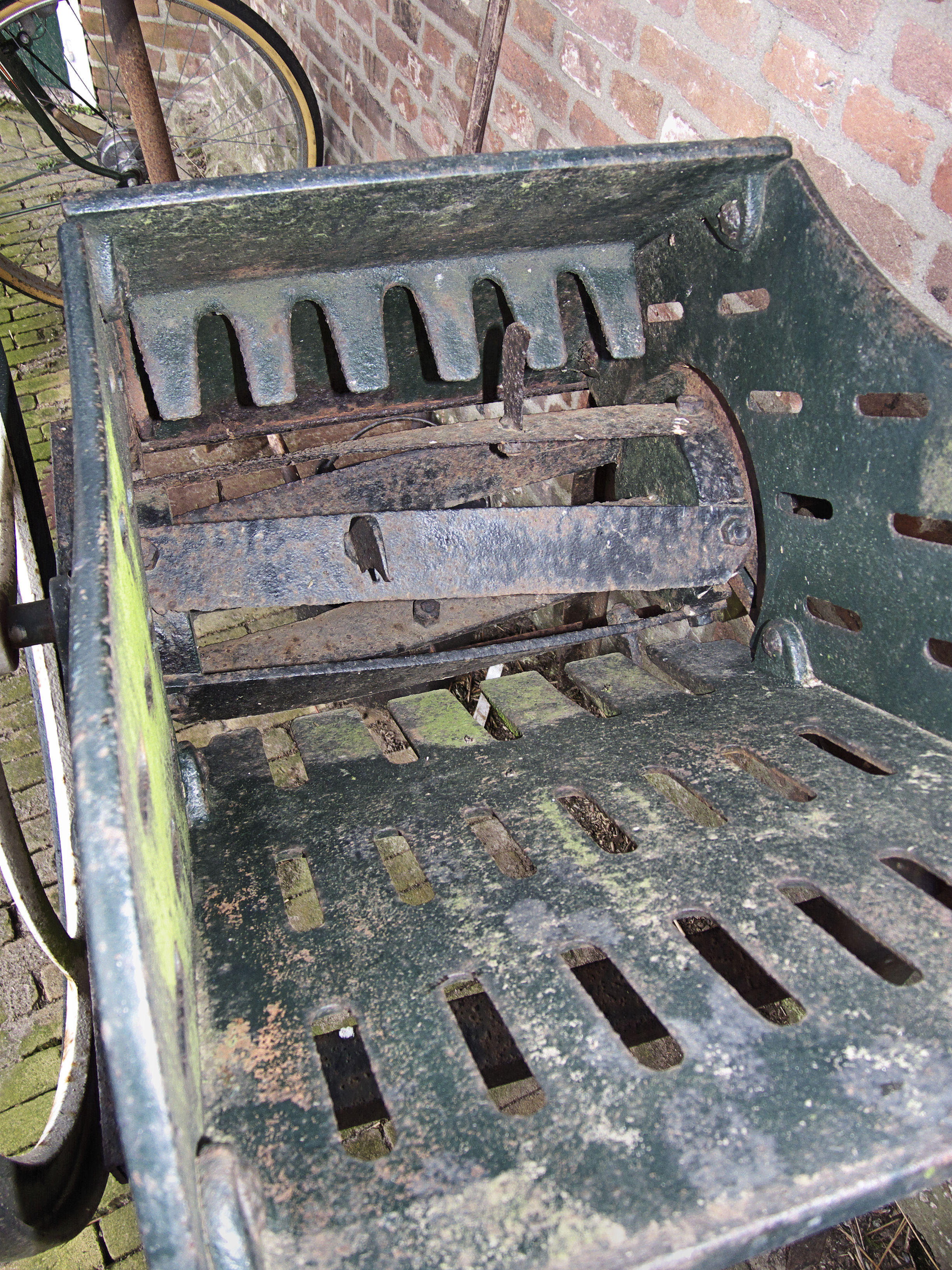
Bietensnijder

De voederbiet (Beta vulgaris subsp. vulgaris var. crassa) is een biet die behoort tot dezelfde soort als de suikerbiet, maar met een laag suikergehalte.
Voederbieten stammen uit de 18e eeuw. In 1790 wordt in het boek "Het gebruik van de Schaarsheid- of Mangelwortel" de voederbiet al uitvoerig beschreven. Vroeger werden er in Nederland en België veel voederbieten geteeld. Tussen 1861 en 1870 werd er 5700 ha voederbieten in Nederland geteeld en in 1920 was dit opgelopen tot 34000 ha. In 1948 werd er zelfs 66000 ha verbouwd en werd er onderscheid gemaakt in Rijkmakers, Groenkragen, Rosekragen, Barres, Stompvoeten en overige typen. In 2005 werd er rond 500 ha voederbieten in Nederland verbouwd en in 2014 zelfs nog maar 279 hectare.
Het blad werd in de herfst vervoederd en de bieten werden voor de winter ingekuild, om 's winters aan de koeien te voeren. De bieten werden niet in hun geheel gevoerd, maar met een bietensnijder eerst in stukken gesneden. De opbrengst per ha aan bieten is ruim 16000 kg drogestof en aan bladeren met kop 4000 kg en is daarmee een gewas met de hoogste opbrengst. De bietenteelt is grotendeels verdrongen door de maïsteelt, die bij de oogst en vervoedering minder arbeid vraagt. Soms worden de gesneden bieten met maïs gemengd en ingekuild.

## Rassen
Er zijn verschillende typen rassen.
- Oude, multigerme rassen waaronder lange, paalvormige bieten, die met de hand gerooid moesten worden en
- Moderne, monogerme rassen met ovale bieten, die met een suikerbietenrooier gerooid kunnen worden.

Bij de multigerme rassen komt uit een zaadkluwen meer dan 1 kiemplant, waardoor na opkomst de planten op één gezet (uitgedund) moesten worden. Bij de monogerme rassen komt er uit een zaadkluwen maar 1 kiemplant. Door eindafstandzaai hoeven deze rassen niet meer gedund te worden.
Afhankelijk van het drogestofgehalte wordt onderscheid gemaakt in:
- Laag gehaltige bieten met een gehalte van 11 tot 14%,
- Middenhoog gehaltige bieten met een gehalte van 14 tot 16%,
- Hoog gehaltige bieten met een gehalte van 16 tot 18% en
- Zeer hoog gehaltige bieten met een gehalte van 18 tot 20%.

## Heropleving
Voederbieten zijn, al dan niet samen ingekuild met snijmais, erg smakelijk voor melkkoeien. Voederbieten verhogen de (drogestof)voeropname en hebben een positief effect op het eiwitgehalte van de melk. Hierdoor heeft de teelt van voederbieten een kleine heropleving. Ook is in 2007 voorgesteld de voederbiet te introduceren in gebieden die te maken hebben met verzilting van de landbouwgrond, onder andere als gevolg van irrigatie, zoals het geval is in bijvoorbeeld Afghanistan en Iran. Doordat de voederbiet afstamt van de zeebiet, een soort die op zilte grond groeide, is ze goed bestand tegen verzilte grond en zou een geschikt gewas zijn om te verbouwen.